# 啞口無言
〈无言〉是美国歌手迈克尔·杰克逊的一首歌曲，收錄於他的第10張錄音室專輯《萬夫莫敵》中。歌曲只在南韩作为宣传单曲发行。歌曲的创作灵感產生自杰克逊在德国与小孩打水球。杰克逊与不同音乐人合作来制作此曲，例如杰里米·卢博克、布拉德·巴克舍、诺维·诺佛格、斯圖亞特·布拉德利和布魯斯·斯維頓。安德雷·克勞屈和他的福音合唱团提供和聲。
杰克逊厂牌史诗唱片的执行人员在《天下无敌》发行前几个月预览专辑时给了歌曲正面的评价。〈无言〉以宣传单曲发行，歌曲獲得了主流樂評褒貶不一的評價。评论主要评价歌曲的無伴奏合唱、歌词内容和音乐风格。杰克逊演唱〈无言〉的片段出现在2009年传记式演唱会电影《迈克尔·杰克逊：就是这样》中。

## 创作与录制过程
迈克尔·杰克逊在德国与小孩共玩了45分钟的水球之后创作〈无言〉。杰克逊在接受《Vibe》的访问时回应道：「我在玩耍后感到非常开心，因此我爬上楼梯去到他们的家来创作〈无言〉。欢乐激发了我的灵感。我实在不喜欢这样说，因为这是一首情歌。」他补充道：「但是那场游戏造就了它。我感到很开心，而我在那里创作了整首歌曲。我觉得歌曲会对专辑非常棒。所以极乐无忧会制造魔法、惊喜和创造力。」:283杰克逊认为〈无言〉是专辑《天下无敌》中他最喜欢的歌曲之一。
〈无言〉是杰克逊为专辑独立创作的两首歌曲之一，而另一首是〈失蹤的小孩〉（"The Lost Children"）:612。傑里米·盧博克（Jeremy Lubbock）与其他音乐人负责籌劃和指挥交响乐团。歌曲的樂器演奏家包括布拉德·巴克舍演奏鍵盤，而诺维·诺佛格（Novi Novog）和湯馬斯·塔利（Thomas Tally）演奏中提琴。小提琴家包括彼得·肯特（Peter Kent）、吉娜·喀琅施塔得（Gina Kronstadt）、羅賓·洛倫茲（Robin Lorentz）、希爾絲廷·法伊夫（Kirstin Fife）和約翰·維騰貝格（John Wittenberg）。歌曲的和聲演唱是安德雷·克勞屈和他的福音合唱团「安德雷·克勞屈歌手們」。〈啞口無言〉由盧博克和斯圖亞特·布拉德利（Stuart Brawley）數位編輯，並由布魯斯·斯維頓混音，他之後說：「任何牽扯傑克森的事情都是突出的時刻，而一首被稱爲〈啞口無言〉那絕對華麗的歌曲絕對是其中一件事。麥克首先以無伴奏的方式演唱前八節。而最後他同樣以無伴奏合唱方式結束－加入無伴奏合唱的部分其實是麥克的點子。」:296

## 詞曲
〈啞口無言〉歌詞圍繞了因爲愛而讓人欲言又止。歌曲一開始是傑克森以無伴奏合唱的方式演唱道：「Your love is magical, that's how I feel, but I have not the words here to explain」（大意：你的愛如此不可思議，這就是給我的感覺，然而我不能用言辭來形容），而《岱托納灘新聞報》的瑞克德·扬珀特（Rick de Yampert）認爲傑克森在「溫和地（柔聲低唱）」。歌曲副歌歌詞唱道：「Speechless, speechless, that's how you make me feel. Though I'm with you, I am far away and nothing is for real.」（大意：我徹底啞口無言了，啞口無言了，這就是你給我的感覺。儘管跟你一起，我似乎跟你相隔很遠，而沒有任何東西是真實的。）第二段無伴奏合唱部分則是在歌曲的尾端。
〈啞口無言〉是一首新福音抒情歌。根據Musicnotes.com旗下的阿尔弗雷德音樂出版的琴譜顯示，歌曲由4/4拍創作，為每分鐘80拍。歌曲一開始從降B大調過度至C大調。在歌曲的橋段部分（合唱團開始演唱）后過度至D大調，而最後兩段副歌部分由E大調創作，最後以傑克森以個人無伴奏合唱的形式結束。傑克森演唱這首歌曲時的音域在F4到B5。

## 後期製作和發行
2001年6月，也是《萬夫莫敵》發行前的幾個月，〈啞口無言〉是從專輯中唯獨展示給傑克森的音樂廠牌史詩唱片（索尼音樂娛樂子公司）執行人員的其中一首歌曲。其他預覽歌曲包括〈無敵至尊〉（"Unbreakable"）、〈失蹤的小孩〉、〈患難見真情〉（"Whatever Happens"）、〈黎明破曉〉（"Break of Dawn"）、〈天堂可待〉（"Heaven Can Wait"）和〈隱私〉（"Privacy"），全部的歌曲都來自《萬夫莫敵》的專輯曲目。福斯新聞頻道的羅傑·弗里德曼（Roger Friedman）報道說執行人員在聽完預覽歌曲后感到非常喜歡。史詩唱片的主席戴夫·格柳（Dave Glew）對于歌曲説道：「這實在是絕妙和驚人。麥可比之前唱得更好。」他補充道：「這些抒情歌啊！這些抒情歌實在優美，而且它們會歷久不衰。」〈啞口無言〉其後于2001年以宣傳單曲發行。〈天旋地轉〉的重混版本，由傑斯伴唱，來作爲單曲的B面。在麥可·傑克森死后，他演唱〈啞口無言〉的片段出現在傳記式電影《迈克尔·杰克逊：就是这样》中，電影講述歌手排練英國演唱會系列的過程，並發行后在商業上大獲成功。

## 樂評
〈啞口無言〉獲得了主流樂評褒貶不一的評價。《水牛報》的克雷格·西摩（Craig Seymour）認爲這首歌曲是專輯中唯一一首能讓人重臨傑克森過去成功的音樂。該報紙撰稿人說這首歌曲使人回想起1995年冠軍單曲〈你不孤單〉，而這聽起來就好像可以由寫出冠軍熱門單曲的劳·凯利創作。《芝加哥太陽報》撰稿人吉姆·德羅盖蒂（Jim DeRogatis）稱〈啞口無言〉是一首「美好的極簡音樂，誠摯浪漫的情歌」。樂評人羅傑·卡特林（Roger Catlin）認爲這首歌曲抓住了「新福音」的這個主題。《紐約郵報》說道〈啞口無言〉聽起來像「搖籃曲」并且是專輯《萬夫莫敵》中最棒的一首歌曲，而《紐約時報》的喬恩·派瑞勒斯（Jon Pareles）讚賞傑克森這首歌曲中「長句歌詞和層層疊加如奶油一般的副歌在整首歌中輕盈地流淌」，樂評人因此認爲這是致天神的愛之頌。
流行樂評人羅伯特·希尔伯恩（Robert Hilburn）稱〈啞口無言〉和專輯《萬夫莫敵》的另一首歌曲〈心花怒放〉都是「和標題一樣極其普通」。《多倫多星報》的本·雷納（Ben Rayner）质疑〈啞口無言〉的無伴奏合唱部分是否足够讓人寧可希望他發不出聲音。BBC的亞當·史密斯（Adam Smith）在評價整張專輯時稱〈啞口無言〉為「純粹的迪士尼歌曲」，並補充道「你（聽者）可能會發現這並沒有足夠新鮮或者原創的東西」。《沃思堡星電訊報》認爲〈啞口無言〉是《萬夫莫敵》中其中一首較弱的歌曲。《衛報》的亞歷克西斯·彼得里迪斯（Alexis Petridis）認爲傑克森演唱這首歌曲時是「假裝在流淚」。《達拉斯晨報》的索爾·克里斯滕森（Thor Christensen）認爲〈啞口無言〉是「由傑克森先生製作、以誇大風格來仿照席琳·狄翁的歌曲，這可以和他1972年赞颂老鼠的歌曲〈小班的歌〉畫上等號」。
《普羅維登斯日報》的沃恩·沃森（Vaughn Watson）稱呼〈啞口無言〉為「專輯《萬夫莫敵》中的最棒的歌曲，而且是傑克森任何專輯中其中一首最傑出的代表」。他補充道傑克森借由歌曲深知痛苦會陪伴著孤獨。《威奇塔鷹報》在評價整張專輯時稱〈啞口無言〉、〈一走了之〉（"Don't Walk Away"）和〈哭泣〉都符合「誠摯情歌」，從而可以知道傑克森是製作情歌的楷模。《新音樂快遞》認爲〈啞口無言〉是「一首情歌般的《火爆浪子》的最後勇氣重擊，並與天堂般的合唱團相輔相成」，而《南佛羅里達太陽哨兵報》的撰稿人認爲這首歌曲應該讓人花時間去習慣。《戴頓日報》的羅恩·羅林斯（Ron Rollins）稱這首歌曲為「美麗的情歌」。樂評人凱文·C·約翰遜（Kevin C. Johnson）認爲〈啞口無言〉是「其中一首（傑克森的）經典之作，這輕聲的情歌隨著歌曲推動而不斷響亮」。《奧運家報》的樂評人稱這首歌曲「極爲動人」。

## 曲目列表
- 宣傳單曲CD：

1. 〈啞口無言〉 – 3:18
2. 〈天旋地轉〉（Track Masters Mix）（傑斯伴唱）– 3:28

## 幕後人員
- 詞曲創作、製作和主唱：麥可·傑克森
- 交響樂團籌劃和指揮：麥可·傑克森和杰里米·卢博克
- 鍵盤：布拉德·巴克舍
- 中提琴：诺维·诺佛格和湯馬斯·塔利
- 小提琴：彼得·肯特、吉娜·喀琅施塔得、羅賓·洛倫茲、希爾絲廷·法伊夫和約翰·維騰貝格

## 《顫慄 – 現場演唱會》全體人員版本
2010年6月21日，六位演出者在倫敦西區《顫慄 – 現場演唱會》秀表演，以正式名字〈啞口無言 – 向麥可·傑克森表達敬意〉作爲〈啞口無言〉的單曲發行，來緬懷傑克森逝世一周年。所有在錄製時的收入都捐助給慈善組織戰火兒童。

### 幕後人員
- 創作和原有製作：麥可·傑克森
- 製作、編輯和混音：戴夫·洛克倫
- 執行製作人：「重要演唱會與娛樂」的阿德里安·格蘭特（英语：Adrian Grant (writer and producer)）
- 聲樂編寫：約翰·馬厄（John Maher）
- 編曲和演奏：戴夫·洛克倫
- 哈蒙德風琴（英语：Hammond_organ）演奏：約翰·馬厄
- 主唱：傑森·安德森（James Anderson）、珍-米哈伊爾·巴凯（Jean-Mikhael Baque）、基蘭·阿萊恩（Kieran Alleyne）、關·弗萊（Kuan Frye）、米切爾·藏加扎（Mitchell Zhangazha）、MJ·米盹-薩內（MJ Mytton-Sanneh）
- 合唱團：布里特·昆汀（英语：Britt Quentin）、霍普·林赛·普拉姆（Hope Lyndsey Plumb）、J·羅姆（J Rome）、詹妮莎·夸（Jenessa Qua）、琳達·約翰-皮埃爾（Linda John-Pierre）、奧拉米代·阿石筱沃（Olamide Oshinowo）、保羅·克蘭西（Paul Clancy）、泰倫斯·瑞恩（Terrence Ryan）、韋恩·安東尼-科尔（Wayne Anthony-Cole）
- 母帶工程師：史蒂夫·基奇（Steve Kitch）[38]

### 曲目列表
- 數位下載：

1. 《啞口無言 – 向麥可·傑克森表達敬意》 – 單曲版本 – 4:25[39]